# Zhū Shìxíng
Zhu Shixing (朱士行 Zhū Shìxíng, Wade-Giles:  Chu Shih-hsing, giapponese: Shu Shikō; Henan, 203? – 282?) è stato un monaco buddista e traduttore cinese.

## Biografia
Nato a Yinzhou (颍州, nello Henan) nei primi anni del III secolo, Zhū Shìxíng è considerato il primo monaco buddista cinese che visitò, nel III secolo d.C., le cosiddette "Regioni occidentali" (西域 Xīyù) ovvero quell'area dell'Asia centrale successivamente indicata come Turkestan.
Lo scopo del viaggio di Zhū Shìxíng, iniziato nel 260, fu quello di procurarsi delle scritture religiose buddiste mahāyāna, in particolar modo il Pañcaviṃśatikāprajñāpāramitā-sūtra in quanto non era convinto della corrente traduzione cinese, da riportare in patria e quindi tradurre.
Giunto, dopo venti anni di viaggio lungo quelle regioni, nel Regno di Khotan, raccolse la versione sanscrita del Pañcaviṃśatikāprajñāpāramitā-sūtra e, nonostante le resistenze di monaci buddisti di scuola Sarvāstivāda (Hīnayāna), lo inviò tramite alcuni suoi discepoli in Cina dove, nel 291, fu tradotto da Mokṣala (nome cinese 無叉羅 Wúchāluó, monaco di origine khotanese) e Zhu Shulan (竺叔蘭) con il titolo di 放光般若波羅蜜經 (Fàngguāng bōrě bōluómì jīng, raccolto al T.D. 221).
Secondo alcune tradizioni Zhū Shìxíng fu tra i primi cinesi e ad essere ordinato monaco buddista quando Dharmakāla costruì nel 250 la prima piattaforma per le ordinazioni monastiche al Tempio del Cavallo bianco (白馬寺, Báimǎ Sì) a Luòyáng.